# Sophronica nigrobivitta
Sophronica nigrobivitta là một loài bọ cánh cứng trong họ Cerambycidae.